# Cano (cidade)
Cano (Kano) é uma cidade da Nigéria, no estado do mesmo nome. Localiza-se no norte do país. Tem cerca de 3,7 milhões de habitantes. É uma cidade muito antiga e era uma cidade-estado hauçá atingindo o seu máximo esplendor nos séculos XVII e XVIII. Na segunda metade do século XIV, partiu do Mali uma caravana dos quarenta uangara que introduziram o Islã em Cano, e no norte da Nigéria. Foi capturada pelos fulas em 1809 e pelos britânicos em 1903.
É a cidade natal de Aliko Dongote, uma das pessoas mais ricas do mundo e a mais rica do continente africano segundo a revista Forbes.

## Funções Socioeconômicas
Cano, no norte da Nigéria, teve durante o início do século XIX um período de destaque. Funcionou naquela localidade vários assentamentos agrícolas que eram cuidados e supervisionados por adultos mulheres e homens. O que deu destaque de fato para aquele local foram as feiras que desde sempre movimentaram a economia regional relacionando o lugar até mesmo de modo nacional e internacional. Eram exercidas nessas feiras atividades: Tecelagem, tingimento de tecidos e curtição.
No início do século XIX, as terras que serviam para cultivo agrícola em Cano e no norte da Nigéria não eram submetidas á administração centralizada de autoridades, tampouco colonial, tampouco a de donatários. Situação semelhante era vista no norte de Uganda, Busoga – passagem essa relativizando com o contexto cultivo de solo na África.

### Funcionamento Geral
Através das feiras e das rotas comerciais ali existentes, as relações sociais e culturais passaram a ter importância histórica. Propriedades regionais como as terras e aldeias, eram controlados pelo estado, o Emir era o principal peso de gerência que se tinha sobre todo aquele estado e região, possuía o poder de regulamentar aquisições e alienações de terras, podia proibir a possessão de terras para aqueles que desobedeciam as suas regras, sendo essas tributárias, sociais ou para os que descumprissem a lei, tais atos relacionados aos crimes como o roubo. O Emir era auxiliado por representantes oficiais.
Uma passagem de Abdullahi Mahadi, através de uma pesquisa, indica que em Cano era um maigida quem agia como chefe de um domínio, de forma era descrito como um "governador de uma cidade". As pessoas recebiam do maigida comida e vestimentas em seus lares, era esse quem presidia os acontecimentos da vida social de um indivíduo; a cada ano, era o mesmo quem delimitava as terras e dava as dimensões para o cultivo agrícola, dessa forma ele descrevia o tempo de trabalho da exploração coletiva (gandu) e nas explorações individuais (gayauna) para cada incumbido de trabalho. As tarefas não eram destinadas por gênero, todos participavam do processo de semeadura - os homens cavavam os buracos para o depósito de sementes, as mulheres e crianças recobriam o solo de forma secundária. Cabiam ás crianças também; fazer o recolhimento dos animais – cabras, carneiros e outros para os celeiros. Os trabalhos proporcionaram o aumento de atividade social entre membros, passaram também a fazer troca de produtos do local.
O trabalho comunitário (gayya), era realizado por habitantes das aldeias de forma voluntária – os cidadãos deveriam participar conscienciosamente quando um fornecedor de mão de obra era solicitado para a semeadura, colheita ou para a construção de uma moradia, por exemplo.

### Êxito na jiade
No início do século XIX, houve uma jiade naquela região. Isso marcou a economia do local, foi implementado a Xaria no sistema jurídico e foi anexado juntamente com o sistema fundiário. A partir de tal ponto, os califas passaram a atender ás necessidades econômicas, sendo essas as agrícolas e de produção em parte de regulamentação. Mahadi cita  "O sistema fundiário anterior ao século XIX não sofreu alterações essenciais", o ideal permanente era o de mudança. Após o reconhecimento do Xaria, o Emir ficou com o direito de distribuir terras, dando assim possibilidade de comercializa-las; a ideia não era legal em Cano. O efeito mais notável da aplicação da xaria no sistema fundiário, foi o reconhecimento hereditário a divisão gandu (parte de domínio explorado hereditariamente), por vez cedendo por famílias, reduzindo as extensões por lote, que oficializava para os plebeus a base do fundiário.
Em tempos muito próximos, a prática da agricultura extensiva exercida pela classe dirigente e pelos comerciais aumentou a escassez de terras para a atividade. Consequentemente muitos agricultores passaram a deixar Cano e as cidades próximas, eles fizeram emigrações para regiões distantes e abandonaram a agricultura, dedicaram-se de tal forma á confecção artesanal e as atividades industriais – tiveram que se submeter totalmente aos grandes proprietários de terras.